# Замечек Мойсей Вікторович
Заме́чек Мойсе́й Ві́кторович (12 червня 1880, Санкт-Петербург — 18 вересня 1958, Одеса) — архітектор, вчений, педагог, пам'яткоохоронець.

## Біографія
Закінчив Одеське художнє училище та Академію мистецтв у Санкт-Петербурзі (1908). Від 1918 р. — викладач архітектури у Одеському політехнічному інституті, 1919—1922 рр. — член Комітету охорони пам'яток мистецтва і старовини Одеського губернського відділу народної освіти, 1920 р. — професор Одеського інституту образотворчих мистецтв, потім — Одеського інституту інженерів цивільного та комунального будівництва.
Спільно з професором Й. Д. Зейлігером заснував музей «Старая Одесса», займався питаннями вивчення та охорони архітектурної спадщини Одеси та Північного Причорномор'я.